# Pistolet Walther P5
Walther P5 – niemiecki pistolet samopowtarzalny produkowany od końca lat siedemdziesiątych.

## Historia konstrukcji
W połowie lat siedemdziesiątych w zakładach Walthera rozpoczęto produkcję pistoletów P 38K i P4. O ile P 38K sprzedawał się nieźle o tyle P4 zewnętrznie bardzo podobny do pochodzącego z lat trzydziestych P 38 z trudnością znajdował nabywców.
Dlatego wkrótce po rozpoczęciu produkcji P4 w 1975 r. rozpoczęto prace nad jego następcą. W celu zmniejszenia kosztów i przyspieszenia procesu projektowania nowego pistoletu postanowiono zmodyfikować P4. Zmiany zewnętrzne obejmowały nowy wydłużony zamek pozbawiony górnego wycięcia (zaczął całkowicie okrywać lufę) i szkielet o zmienionym kształcie. Zmieniono także konstrukcję mechanizmu spustowo-uderzeniowego.
Produkcję nowego pistoletu oznaczonego jako P5 rozpoczęto w listopadzie 1978, jednocześnie zakończono produkcję P 38K i P4 (po 1978 roku produkowane były tylko krótkie serie tych pistoletów składanych ze zmagazynowanych części). W następnych latach sprzedano ponad 50 000 sztuk tego pistoletu. Głównym odbiorcą była niemiecka policja, ale P5 stał się także przepisową bronią policji holenderskiej. Mniejsze ilości P5 były sprzedawane na rynku cywilnym.
W 1987 roku uruchomiono produkcję wersji P5 Compact o zmniejszonych wymiarach. Poza Niemcami była ona jako L102A1 używana przez Royal Ulster Constabulery. Pistolet P5 był także używany przez Jamesa Bonda w filmie „Ośmiorniczka”.
W 1991 roku rozpoczęto produkcję pistoletu P1A1. Była to wersja P5 ponownie wyposażona w bezpiecznik nastawny (w postaci kołka przechodzącego w poprzek zamka). Powstała także sportowa wersja P5 lang (długa lufa wystawała z zamka podobnie jak w P 38). Poza wersjami kalibru 9 x 19 mm Parabellum produkowano także wersje kalibru 7,65 x 21 mm Parabellum i 9 x 21 mm IMI.

## Wersje
- P5 - pierwsza wersja seryjna
- P5 Compact - wersja o zmniejszonych wymiarach. Zależnie od zamówienia przycisk zwalniania magazynka znajdował się w spodniej części chwytu (jak w P5) lub po lewej stronie chwytu w miejscu połączenia chwytu z osłoną spustu. Pistolet był czerniony, a większość egzemplarzy miała drewniane okładki rękojeści.
- L102A1 - wersja P5 Compact dla Royal Ulster Constabulery. Przycisk zwalniania magazynka po lewej stronie chwytu pistoletowego. Pistolety L102A1 były fosforanowane na kolor szaro-zielony i miały plastikowe okładziny chwytu.
- P5 Lang - wersja sportowa z wydłużoną lufę. Muszka przeniesiona z zakończenia zamka na koniec lufy. Produkowano także zestawy konwersyjne pozwalające przekształcić P5 w P5 Lang. Z powodu braku zainteresowania wersja P5 Lang została wyprodukowana w minimalnych ilościach.
- P1A1 - wersja z zewnętrznym bezpiecznikiem nastawnym.
- PT 5 Übungs (PT 5 Ūb) - wersja ćwiczebna strzelająca nabojami PT firmy Dynamit Nobel. Dzięki niewielkiej energii pocisków tej amunicji treningi z jej wykorzystaniem można wykonywać w pomieszczeniach pozbawionych kulochwytów.

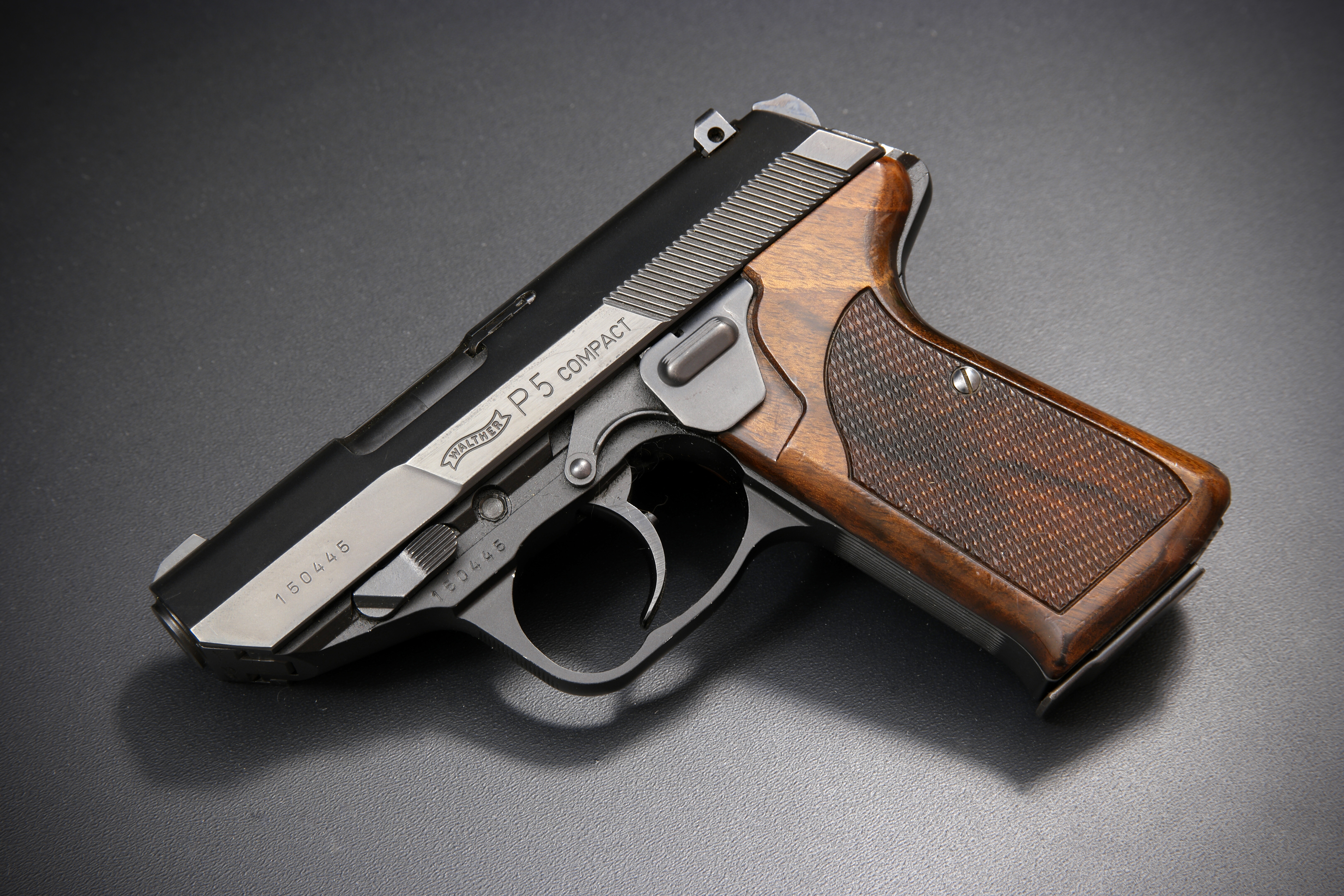
P5 Compact
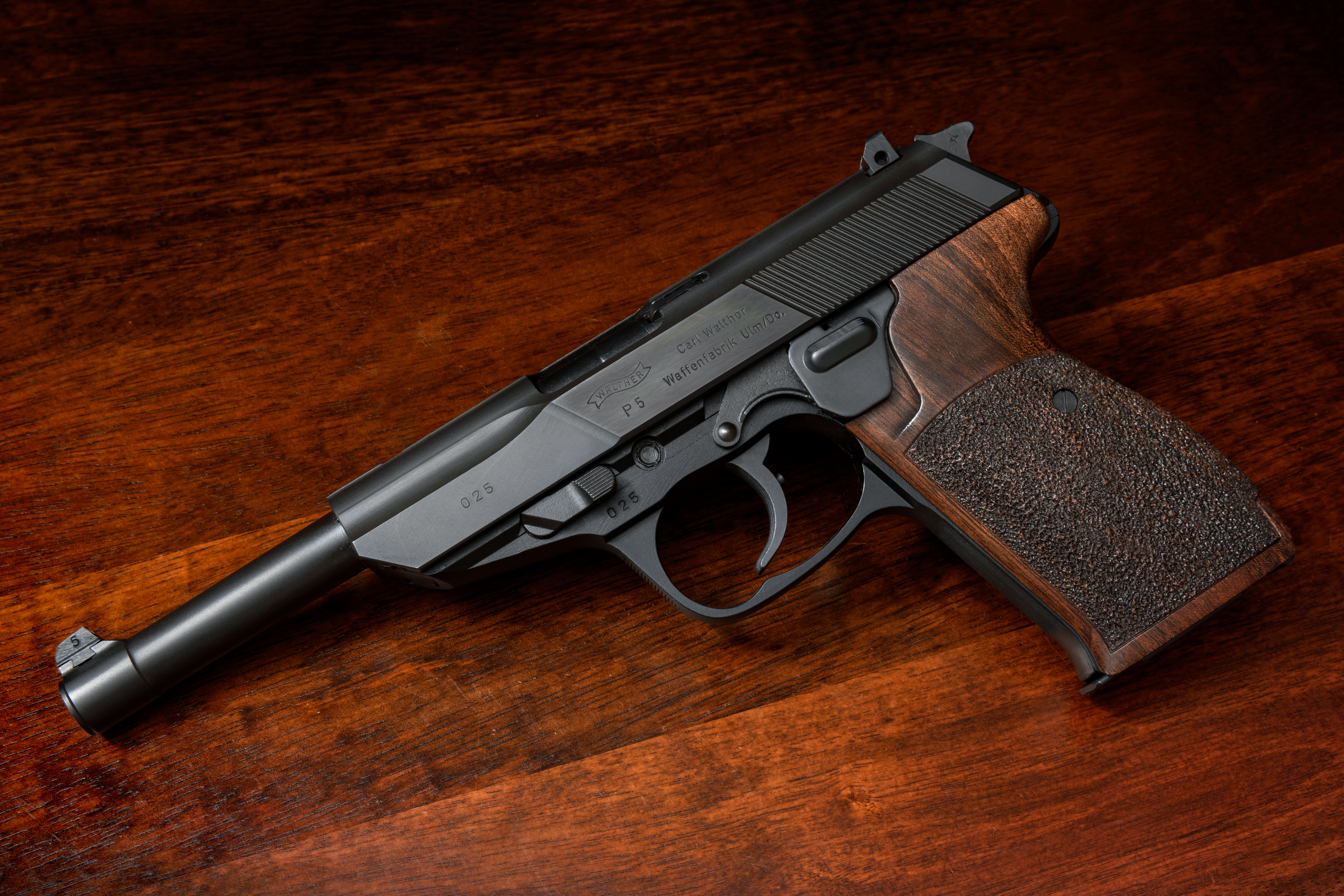
P5 Lang

## Opis techniczny
Pistolet P5 działa na zasadzie krótkiego odrzutu lufy. Ryglowany za pomocą niesymetrycznego wahliwego rygla o pionowym ruchu umieszczonego pod lufą. Zasilany jest z jednorzędowego magazynka pudełkowego o pojemności 8 nabojów. Mechanizm uderzeniowy kurkowy z kurkiem obrotowym odkrytym. Mechanizm spustowy z samonapinaniem. Rolę wskaźnika obecności naboju w lufie pełni pazur wyciągu. Po ostatnim strzale zamek zatrzymuje się w tylnym położeniu. Do zwalniania zamka służy dźwignia po lewej stronie szkieletu, pełni ona także rolę dźwigni zwalniającej bez strzału napięty kurek. P5 nie posiadał bezpiecznika zewnętrznego, wewnętrzne bezpieczniki samoczynne, uniemożliwiają oddanie strzału przy niecałkowitym zaryglowaniu przewodu lufy, a także blokują iglice zapobiegając przypadkowym strzałom. Celownik stały.